# Finanční výkazy
Finanční, resp. účetní výkazy (v ČR označované jako účetní závěrka) jsou dokumenty zobrazující finanční situaci účetní jednotky. V různých zemích mohou existovat odlišné požadavky na tyto výkazy, způsobené ekonomickými, právními, historickými, kulturními a společenskými odlišnostmi. Rozdíly mohou vyplývat také z rozdílných nároků na prezentaci informací s ohledem na velikost a povahu činnosti účetní jednotky. Proto je užitečné formulovat cíle účetního výkaznictví v souladu se světově uznávanými pravidly.

## Ideová východiska finančního výkaznictví
Konstrukce účetního výkaznictví spočívá na řadě předpokladů, které ve svém souhrnu určují, jak bude vypadat modelové zobrazení reality - finanční situace účetní jednotky. Ty nejzákladnější pilíře, které tvoří páteř finančního účetního výkaznictví, tvoří dva předpoklady:
1. předpoklad, že účetní jednotka bude trvat i v (blízké) budoucnosti ( předpoklad trvání účetní jednotky),
2. účetní výkazy (vyjma výkazu peněžních toků) jsou sestavovány na akruální bázi.

### Předpoklad trvání účetní jednotky
Účetní výkazy se v normálních podmínkách sestavují za předpokladu, že účetní jednotka bude existovat i nadále (v dohledné budoucnosti) a že nemá záměr (ani není nucena) likvidovat svoji činnost nebo podstatně zúžit rozsah své činnosti. Tento předpoklad se označuje termínem going concern. Pokud by tomu tak nebylo, nemohly by být výkazy sestaveny - v závislosti na typu účetní jednotky - na bázi příslušného souboru světových standardů.
Přijetí tohoto předpokladu má pro obsah a vypovídací schopnost účetních výkazů závažné důsledky:
- Prosperita účetní jednotky v budoucnosti je vždy spojena s určitou mírou nejistoty, vyplývající jak z okolního prostředí, tak z neurčitosti jejích vnitřních podmínek. Účetní výkazy by tudíž neměly vzbuzovat u externích uživatelů nepřiměřeně optimistická očekávání, jež by je mohla uvést v omyl. Pro účetní jednotku to znamená prezentovat informace v účetních výkazech obezřetně, s určitou dávkou opatrnosti. K tomu účelu vyvinula účetní teorie řadu nástrojů, které byly zakotveny do účetních pravidel.
- Některé operace mají své opodstatnění pouze za situace, kdy je předpoklad trvání účetní jednotky splněn. Jen tak má smysl "myslet na budoucno" např. tvorbou rezerv na budoucí výdaje, přesunem důsledků určitých operací do budoucích období (časovým rozlišováním) apod.
- Současné i potenciální uživatele zajímá nejen současná finanční situace účetní jednotky, ale i to, zda a nakolik bude schopna ze současného majetkového potenciálu získat ekonomický prospěch v budoucnu. Účetní výkazy tomuto požadavku vyhovují. Např. pro rozvahu to znamená, že prezentuje stav majetku (aktiv), závazků a vlastního kapitálu (pasiv) sice ke rozvahovému dni, ale s pohledem upřeným do budoucna: aktiva by měla vyjadřovat výši v budoucnu očekávaného ekonomického prospěchu, závazky pak očekávané snížení ekonomického prospěchu.

### Akruální báze
Některé operace mají souvislost s peněžními toky, které se ale nemusí projevit bezprostředně. Např. prodej zboží na fakturu je nejdříve pohledávkou a teprve při její úhradě peněžním příjmem. Obdobně, ale zrcadlově, je tomu např. s přijatou fakturou za služby: ta je nejdříve závazkem a po jeho úhradě peněžním výdajem. Vyvstávají dvě otázky. Tou první je, kdy se tyto transakce mají zobrazit v účetnictví a tím i v účetních výkazech: zda v době, kdy se udály nebo v době, kdy proběhly s nimi spojené peněžní toky. Na tuto otázku existuje jednoznačná odpověď: požaduje se, aby takové transakce byly v účetnictví uznány a vykázány v době, kdy se udály, nikoli až (či pouze) v době, kdy za ně byla přijata nebo poskytnuta ekvivalentní částka peněz. Druhá otázka je, jakým způsobem mají být tyto operace zobrazeny. Požaduje se, aby byly vykázány s ohledem na jejich časovou a věcnou souvislost s vykazovanými obdobími. To vyžaduje použít institut jejich časového rozlišování. Obě odpovědi dokládají, že ideovou základnou pro sestavení účetních výkazů je akruální báze (accrual bases): transakce a jiné události, které mají peněžní důsledky, jsou vykázány současně:
- v době, kdy se udály, nikoli až/jen tehdy, kdy proběhly s nimi spojené peněžní toky,
- způsobem, který zohledňuje jejich souvislost s vykazovaným obdobím.

## Mezinárodní standardy účetního výkaznictví

### Přijímání mezinárodních standardů
Po krachu burz cenných papírů na počátku 30. let 20. století byla již v r. 1934 pověřena americká Komise pro cenné papíry a burzy (SEC), aby stanovila zásady pro sestavování účetních výkazů těch společností, jejichž akcie jsou registrovány na newyorské burze. Komise delegovala tento úkol na soukromou profesní instituci FASB. Tak postupně vznikaly Všeobecně uznávané účetní principy (zásady) Spojených států amerických (US GAAP), které představují ucelený systém národní regulace účetnictví USA. Jejich kvalita je natolik vysoká, že vyhovuje rovněž náročným požadavkům světového kapitálového trhu vůbec. US GAAP tak byly po celá dlouhá desetiletí jediným souborem vyhovujícím požadavkům světových burz cenných papírů.
To se změnilo v r. 2000, kdy IOSCO (světová instituce sdružující komise cenných papírů) potvrdila, že uznává Mezinárodní standardy účetního výkaznictví (IFRS, dříve IAS) za standardy splňující požadavky světových kapitálových trhů a doporučila je burzám k přijetí. Tím bylo oficiálně potvrzeno, že účetní závěrky společností kótovaných na světových burzách cenných papírů mohou být vypracovány i podle standardů IFRS, nejen podle US GAAP.
V současné době probíhá proces konvergence, který má za cíl dosáhnout kompatibility (ideové, principiální, nikoli však nutně formální shody) obou souborů (US GAAP a IFRS). Vedle přijímání na světových burzách cenných papírů jsou IFRS akceptovány mnoha státy světa, které je na dobrovolném základě zabudovávají do svého národního účetnictví. Obdobně jsou řadou zemí přijímány také standardy IFRS SMEs a standardy IPSAS.

### Charakteristika standardů
Světově uznávané standardy, které jsou nástrojem regulace výkazů finančního účetnictví, jsou v současnosti reprezentovány čtyřmi soubory, jimiž jsou:
- Mezinárodní standardy účetního výkaznictví (International Financial Reporting Standards, IFRS)[3] - tzv. „úplný“ soubor IFRS je určen pro výkaznictví účetních jednotek založených za účelem dosahování zisku - primárně pro společnosti, jejichž cenné papíry jsou registrovány na burzách cenných papírů a dále pro velké podniky veřejného zájmu. IFRS představují ucelený soubor kvalitních, srozumitelných a vymahatelných celosvětových standardů finančního výkaznictví, směřujících k tomu,aby účetní výkazy a další předkládané finanční zprávy poskytovaly vysoce kvalitní, transparentní a srovnatelné informace, které by byly účastníkům světových kapitálových trhů a ostatním uživatelům nápomocny v jejich ekonomickém rozhodování. Ačkoli se IFRS zaměřují primárně na kapitálové společnosti, vychází z přesvědčení, že existují potřeby společné všem uživatelům (jako jsou např. věřitelé, obchodní partneři, finanční analytici, vláda, veřejnost aj.). První oficiální, autorizovaný překlad IFRS do českého jazyka byl pořízen v r. 2000,[4] druhý v r. 2003[5] a třetí v r. 2005,[6] s dodatkem pro r. 2006.[7]
- Mezinárodní účetní standardy pro veřejný sektor (International Public Sector Accounting Standards, IPSAS)[8] - regulují výkaznictví účetních jednotek spadajících pod veřejný sektor. První autorizovaný překlad do češtiny byl pořízen pod vedením Nejvyššího kontrolního úřadu v r. 2004, druhý v r. 2006.[9]
- Mezinárodní standardy účetního výkaznictví pro malé a střední podniky (International Financial Reporting Standards for Small and Medium-sized Entities, IFRS for SMEs)[10] - jsou určeny pro účetní jednotky, na něž se nevztahuje povinnost vykazovat dle úplných IFRS, tj. pro takové, (a) které nemají veřejnou odpovědnost a zároveň (b) které zveřejňují účetní závěrku pro externí uživatele (nevyhotovují účetní výkazy jen pro vlastní potřeby). Tyto standardy byly rovněž přeloženy do češtiny.[11].
- Všeobecně uznávané účetní principy (Generally Accepted Accounting Principles, US GAAP)[12][13] - nejstarší (stále aktualizovaný) soubor požadavků na sestavování a zveřejňování účetních výkazů kapitálových společností,[pozn. 2] zejména těch, jejichž cenné papíry jsou obchodovány na burzách v USA.[14]

U všech čtyř souborů jsou cíle účetního výkaznictví formulovány v jejich Koncepčních rámcích: poskytovat souhrnné informace o finanční situaci účetní jednotky k určitému datu, o výsledcích jejího hospodaření za určité období, o její schopnosti vytvářet (generovat) a efektivně využívat peněžní prostředky a v neposlední řadě informace o změnách ve vlastním kapitálu (v čistých aktivech). Všem standardům je také společné:
1. vymezení základního souboru účetních výkazů (které se ovšem co do obsahu přizpůsobují povaze účetní jednotky),
2. určení požadavků na jejich kvalitu,
3. formulování ideových předpokladů, na nichž jsou vyhotovovány a prezentovány.

### Účetní výkazy podle mezinárodních standardů
Základní soubor výkazů tvoří:
- Rozvaha (Statement of financial position) - podává přehled o finanční situaci účetní jednotky k určitému datu, tj. o struktuře a druzích majetku (aktiva) a zdrojích jeho krytí (pasiva, tj. vlastní a cizí kapitál).
- Výkaz zisku a ztráty a ostatní části výsledku (Statement of profit or loss and other comprehensive income) - první část výkazu podává přehled o finanční výkonnosti podniku za dané období, tj. o nákladech, výnosech a výsledku hospodaření účetní jednotky, druhá část o operacích povahy nákladů a výnosů, které ovlivnily během období vlastní kapitál přímo, aniž prošly výkazem zisku a ztráty. První a druhou část výkazu lze prezentovat samostatně, ve dvou výkazech.
- Přehled o změnách vlastního kapitálu (Statement of changes in equity) - podává přehled o změnách ve vlastním kapitálu podniku (tj. o změnách v jeho položkách a o příčinách těchto změn).
- Přehled o peněžních tocích (Statement of cash flow) – podává přehled o tocích (změnách) peněžních prostředků z provozní, investiční a finanční činnosti podniku.
- Komentář (poznámky, příloha) ke každému z výše uvedených výkazů, který obsahuje doplňující informace k výše zmíněným výkazům, včetně popisu účetních metod použitých při jejich sestavování.

Účetní jednotky jsou povinny každoročně, na konci svého účetního období, zveřejnit soubor těchto finančních výkazů. Některé účetní jednotky (např. ty, jejichž cenné papíry jsou kótované na burze) mají povinnost předkládat výkazy v kratších časových intervalech.

### Kvalitativní charakteristiky účetních výkazů
Externí uživatelé požadují, aby účetní výkazy vyhovovaly určitým kvalitativním charakteristikám, jež by byly zárukou jakosti a využitelnosti vykazovaných informací. Podle Koncepčního rámce IFRS jsou vykazované informace užitečné, jestliže jsou pro rozhodování uživatelů významné a jestliže jsou pravdivé. Z toho jsou odvozeny dvě základní kvalitativní charakteristiky:
1. Relevance - informace jsou významné, jestliže jsou pro uživatelé přínosné, tj. jestliže jim umožňují reálně zhodnotit minulé hospodaření účetní jednotky a odhadnout trendy jejího budoucího vývoje.
2. Věrné zobrazení (faithful representation) - informace podávají věrný obraz o finančním hospodaření účetní jednotky, jestliže jsou důvěryhodné, spolehlivé (zobrazují realitu ve shodě s její podstatou) a jestliže pravdivě vyjadřují to, co vyjadřovat mají. Nelze ale opomenout, že věrné zobrazení finančního zdraví účetní jednotky není ani doslovným obtiskem, ani fotografií. Účetní výkazy jsou výsledným produktem finančního účetnictví, které je pouze modelem reality, kterou zobrazuje, nikoli realitou samotnou. A jako každý model, i model finančního účetnictví (včetně jeho výstupu - účetních výkazů) má svá omezení.

Vedle dvou základních charakteristik vymezuje Koncepční rámec IFRS tzv. doplňkové kvalitativní charakteristiky, bez nichž by nebylo možné užitečnosti vykazovaných informací dosáhnout. Jsou jimi:
- úplnost: opomenutí závažné informace by mohla vést ke klamným závěrům a chybným analýzám,
- nestrannost (neutralita): informace nesmí být předpojaté, zabarvené určitými zájmy,
- nepřítomnost závažných chyb či zkreslení.

Samozřejmým požadavkem je srozumitelnost, ověřitelnost (průkaznost) a v neposlední řadě také srovnatelnost vykazovaných informací v časové řadě. Aby dostatečně kvalifikovaný uživatel účetním výkazům porozuměl, musí být výkazy prezentovány v logické struktuře, bez zbytečných složitostí, tedy srozumitelně. Průkaznost a ověřitelnost informací je zakotvena v samotných základech finančního účetnictví. Srovnatelnost informací mezi vykazovanými obdobími je nezbytnou podmínkou pro to, aby bylo možno analyzovat trendy vývoje účetní jednotky. To vyžaduje, aby jí uskutečněné transakce byly - co do času - měřeny, oceňovány a vykazovány na stejných principech. Srovnatelnost v širším pojetí usnadňuje i průřezovou analýzu, jež umožňuje porovnávat finanční situaci účetní jednotky v rámci oboru, odvětví apod.
Z uvedeného přehledu nároků na kvalitu informací prezentovaných v účetních výkazech je patrné, že vyhotovení účetních výkazů (resp. sestavení účetní závěrky) v souladu s kvalitativními požadaky IFRS je náročné. Při jejich přísném dodržování by výkazy nebyly předkládány včas. Nelze opominout ani výši nákladů na zjištění prezentovaných informací. Koncepční rámec IFRS se proto zabývá otázkou rozumného poměru mezi užitkem z prezentovaných informací na jedné straně a náklady na jejich zjišťování na straně druhé. Tento kompromis při aplikaci kvalitativních charakteristik se označuje jako rovnováha mezi užitky a náklady..
Obecně se má zato, že respektování požadavků na kvalitu vykazovaných informací vede k tomu, že takové účetní výkazy zobrazují věrný a poctivý obraz o finanční pozici, výkonnosti ao změnách ve finanční pozici účetní jednotky.

### Mezinárodní standardy a Evropská unie
Rada Evropské unie vydala v polovině r. 2002 Nařízení o IAS, požadující, aby společnosti s veřejně obchodovanými cennými papíry na evropských burzách vyhotovovaly povinně své konsolidované účetní závěrky podle jediného souboru, tehdy nazývaného IAS (dnes IFRS), který EU přejímá do svého právního rámce prostřednictvím tzv. schvalovacího mechanismu. Rada dále vyzvala členské země, aby tyto standardy aplikovaly do svého národního účetnictví v co nejširším možném rozsahu. K tomu účelu dala členským zemím kompetenci rozšířit povinnost aplikovat IAS i na domácí společnosti nebo těmto společnostem aplikaci IAS alespoň umožnit. Dále vyzvala členské země, aby řešení uvedená v IAS zakomponovaly (jak to jen lze) do svých národních úprav účetnictví.
Unie používání IPSAS v členských zemích neupravuje a používání IFRS SMEs nepodporuje.

## Účetní výkaznictví podle českých norem

### Regulační rámec
Právní základ českého účetního výkaznictví (účetní závěrky) tvoří:
1. Zákon o účetnictví č. 563/2001 Sb., v platném znění (dále jen zákon)[18] - je průřezovým zákonem, což znamená, že je společný všem účetním jednotkám bez ohledu na to, zda jsou či nejsou podnikatelskými subjekty. Z toho vyplývá nutnost zohlednit specifika různých typů účetních jednotek prostřednictvím vyhlášek a českých účetních standardů.
2. soubor prováděcích vyhlášek k zákonu,[19] které zohledňují specifika různých typů účetních jednotek, jimiž jsou:
  - podnikatelé účtující v soustavě podvojného účetnictví,
  - banky a jiné finanční instituce,
  - pojišťovny,
  - účetní jednotky, u kterých hlavním předmětem činnosti není podnikání,
  - účetní jednotky, které jsou územními samosprávnými celky, příspěvkovými organizacemi, státními fondy a organizačními složkami státu,
  - některé vybrané účetní jednotky, jež zajišťují a předávají požadovaná data do centrálního systému účetních informací státu,[pozn. 4] a to tak, aby z nich bylo možno vyhotovit účetní výkazy za Českou republiku (tzv. „účetnictví státu“),[20]
  - účetní jednotky účtující v soustavě jednoduchého účetnictví.[pozn. 5]
3. České účetní standardy (ČÚS), které konkretizují a metodicky rozpracovávají jednotlivé vyhlášky,
4. ostatní právní normy, zejména Občanský zákoník, zákon o rezervách a řada dalších.

### Účetní závěrka: česká i dle IFRS
Účetní jednotky (vyjma těch, které vedou jednoduché účetnictví a vyjma těch, které spadají pod Nařízení o IAS) vyhotovují českou účetní závěrku zahrnující rozvahu, výkaz zisku a ztráty a přílohu. Vedle toho některé účetní jednotky vyhotovují i přehled o změnách vlastního kapitálu a přehled o peněžních tocích. V zásadě jsou účetní jednotky povinny vést podvojné účetnictví v plném rozsahu, avšak zákon umožňuje vyjmenovaným účetním jednotkám vést podvojné účetnictví ve zjednodušeném rozsahu a některé subjekty mohou vést dokonce jednoduché (nepodvojné) účetnictví.
Nařízení Rady EU o IAS, podle něhož musí určené účetní jednotky vyhotovovat účetní závěrku ve shodě s IFRS, je do zákona o účetnictví zakomponováno prostřednictvím dvou paragrafů:
- §19a Použití mezinárodních účetních standardů pro účtování a sestavení účetní závěrky,
- §23a Použití mezinárodních účetních standardů v konsolidaci.

## Porovnání českých a mezinárodních standardů
Zcela zásadní a odlišný je způsob, jímž je finanční účetnictví regulováno:
- Světové standardy jsou vytvářeny a průběžně aktualizovány profesními institucemi,[pozn. 6] které při zobrazování transakcí upřednostňují jejich ekonomickou podstatu před tím, jak se jeví po čistě právní stránce. Naproti tomu je české účetnictví regulováno právními předpisy, vydávanými státem. To může vést v některých situacích k tomu, že právní hledisko převáží nad ekonomickým obsahem. Z důvodů procesních ztěžují právní normy potřebnou aktualizaci.
- Světové standardy se zaměřují pouze na účetní výkazy, nepředepisují použití konkrétního účetního systému ani metodiku účtování. Neurčují žádné závazné vzory výkazů s unifikovanou strukturou, ani povinné názvy položek. Neurčují ani nedoporučují jakoukoli účtovou osnovou - to vše zůstává v kompetenci účetní jednotky. Ta sama musí zajistit splnění všech požadavků tak, aby účetní výkazy, které prezentuje, o ní zobrazovaly věrný a poctivý finanční obraz. Naproti tomu české účetnictví požaduje dodržovat závazné formáty výkazů (odlišné podle typú účetních jednotek) s povinnou strukturou a závaznými názvy položek. Navíc je regulováno i samotné běžné účtování tím, že pro jednotlivé typy účetních jednotek jsou vydávány závazné směrné účtové osnovy.
- Českému účetnictví chybí koncepční rámec, který by - obdobně jako u světových standardů - zastřešil smysl, cíle a obsah účetního výkaznictví, definoval prvky účetních výkazů a zásady pro jejich uznávání a vykazování.

Pokud jde o ideová východiska: znění zákona, vyhlášek i ČÚS jsou důkazem, že české (finanční) účetnictví spočívá na stejných základech jako světové standardy: jak na předpokladu trvání účetní jednotky,, tak na akruální bázi.